# Moment of danger
Moment of danger es una película británica de 1960 dirigida por László Benedek y protagonizada por Trevor Howard, Dorothy Dandridge y Edmund Purdom.
- Datos: Q6740969